# Argyractis cyloialis
Argyractis cyloialis là một loài bướm đêm trong họ Crambidae.